# ميشيل غيليسبي
ميشيل غيليسبي (بالإنجليزية: Michele Gillespie)‏ هي مؤرخة أمريكية، ولدت في 1960.